# Mischocyttarus peruanus
Mischocyttarus peruanus är en getingart som beskrevs av Zikan 1949. Mischocyttarus peruanus ingår i släktet Mischocyttarus och familjen getingar. Inga underarter finns listade i Catalogue of Life.